# GAUSS
GAUSS是一種用於數學和統計的矩陣編程語言，由Aptech Systems開發和銷售。其主要目的是解決问题、計量經濟學、時間序列、優化以及2D和3D可視化中的數值問題。它於1984年首次為MS-DOS發布，可用於Linux、macOS和Windows。